# フアン・カルロス・フランコ
フアン・カルロス・フランコ（Juan Carlos Franco、1973年4月17日 - ）は、パラグアイの元サッカー選手。元パラグアイ代表。ポジションはミッドフィールダー。

## 来歴
1999年にパラグアイ代表デビュー。2000年以降出場機会は無かったが、2002 FIFAワールドカップのメンバーにも選ばれ、2試合に出場した。パラグアイ代表で通算4試合に出場した。

## 代表歴

### 出場大会
- パラグアイ代表
  - 2002 FIFAワールドカップ

### 試合数
- 国際Aマッチ 4試合 0得点（1999年-2002年）[1]

| パラグアイ代表 | 国際Aマッチ | 国際Aマッチ |
| 年             | 出場        | 得点        |
| -------------- | ----------- | ----------- |
| 1999           | 2           | 0           |
| 2000           | 0           | 0           |
| 2001           | 0           | 0           |
| 2002           | 2           | 0           |
| 通算           | 4           | 0           |